# Exilregierung
Eine Exilregierung ist die Regierung eines Landes, die außerhalb ihres Staatsgebietes oberste Funktionen eines Staates beansprucht und wahrnimmt, weil sie an deren Ausübung auf eigenem Territorium gehindert ist. Hinderungsgründe können darin liegen, dass das Staatsgebiet von einer anderen Macht besetzt ist oder von einer anderen, als illegitim angesehenen Regierung kontrolliert wird.
Völkerrechtliche Grundsätze für die Anerkennung einer Exilregierung durch andere Staaten oder die Staatengemeinschaft gibt es nicht. Bei der Ausübung ihrer Regierungsfunktionen ist sie auf die Hilfe des Aufenthaltsstaates und anderer verbündeter Staaten angewiesen. Indem sie der Ansprechpartner anderer Staaten bleibt oder wird, gewinnt sie den Charakter einer Rechtspersönlichkeit. Eine ausdrückliche Anerkennung ist nicht erforderlich, wenn Rechtskontinuität besteht, wie beispielsweise im Fall einer geflüchteten legalen Regierung.
Exilregierungen mangelt es häufig an demokratischer Legitimation. Da in einem besetzten Land für gewöhnlich keine freien Wahlen zu erwarten sind, kann das Volk keinen Einfluss auf seine Exilregierung nehmen.

## Zweiter Weltkrieg
Im Zweiten Weltkrieg gab es Exilregierungen vor allem in Großbritannien, wo die polnische Exilregierung, die jugoslawische Exilregierung und die tschechoslowakische Exilregierung sowie die Exilregierungen von Frankreich, Belgien, den Niederlanden und Norwegen amtierten und versuchten, die Politik der Alliierten im Kampf gegen das nationalsozialistische Deutsche Reich zu beeinflussen.

## Nach dem Zweiten Weltkrieg

### Griechenland
Seit 1999 gibt es eine Griechisch-epirotische Exilregierung in Albanien.

### Polen
Władysław Raczkiewicz wurde vom Präsidenten der Republik Polen Ignacy Mościcki, der mit seiner Regierung im September 1939 ins Ausland geflüchtet war, verfassungsgemäß zum Nachfolger bestimmt. Damit blieb die Rechtskontinuität gewahrt. Raczkiewicz bildete in Paris eine Exilregierung unter General Sikorski. Diese polnische Exilregierung blieb auch nach Ende des Zweiten Weltkrieges im Amt, weil die Volksrepublik Polen in den sowjetischen Hegemonialbereich gefallen war. Die weiteren Regierungschefs der Exilregierung wurden innerhalb einer kleinen Gruppe von Exilanten in Großbritannien ausgewählt.

### Spanien
Eine spanische Exilregierung, die sich auf die im Spanischen Bürgerkrieg untergegangene Zweite Spanische Republik berief und die Regierung Francisco Francos als illegitim ansah, hatte von 1939 bis 1977 ihren Sitz in Mexiko. Eine weitere Exilregierung Spaniens hatte ihren Sitz in Frankreich.

### Weitere
- Tibet: Tibetische Exilregierung und Sicht der tibetischen Exilregierung
- Tschetschenien: Tschetschenische Republik Itschkerien, seit 1999 als Exilregierung aktiv
- Ukrainische Volksrepublik: Nach der Einverleibung der Ukrainischen Volksrepublik in die Sowjetunion wurde eine Exilregierung gebildet, die bis 1992 in München ihren Sitz hatte.  Am 22. August 1992 übergab der letzte Präsident der ukrainischen Exilregierung, Mykola Plawjuk, die Insignien der Volksrepublik Ukraine an den neuen, demokratisch gewählten Staatspräsidenten der Ukraine, Leonid Krawtschuk.
- Belarus: Rat der Belarussischen Volksrepublik, die älteste (seit 1919) bestehende Exilregierung
- Belarus: Exilregierung des Weißruthenischen Zentralrates, de facto seit 1995 inaktiv
- Westsahara: Exilregierung der Demokratischen Arabischen Republik Sahara
- Afghanistan: Die Islamische Republik Afghanistan regierte von 2004 bis 2021, seither de jure weiterhin international anerkannt aber de facto entmachtet